# 三一教堂 (薩頓)

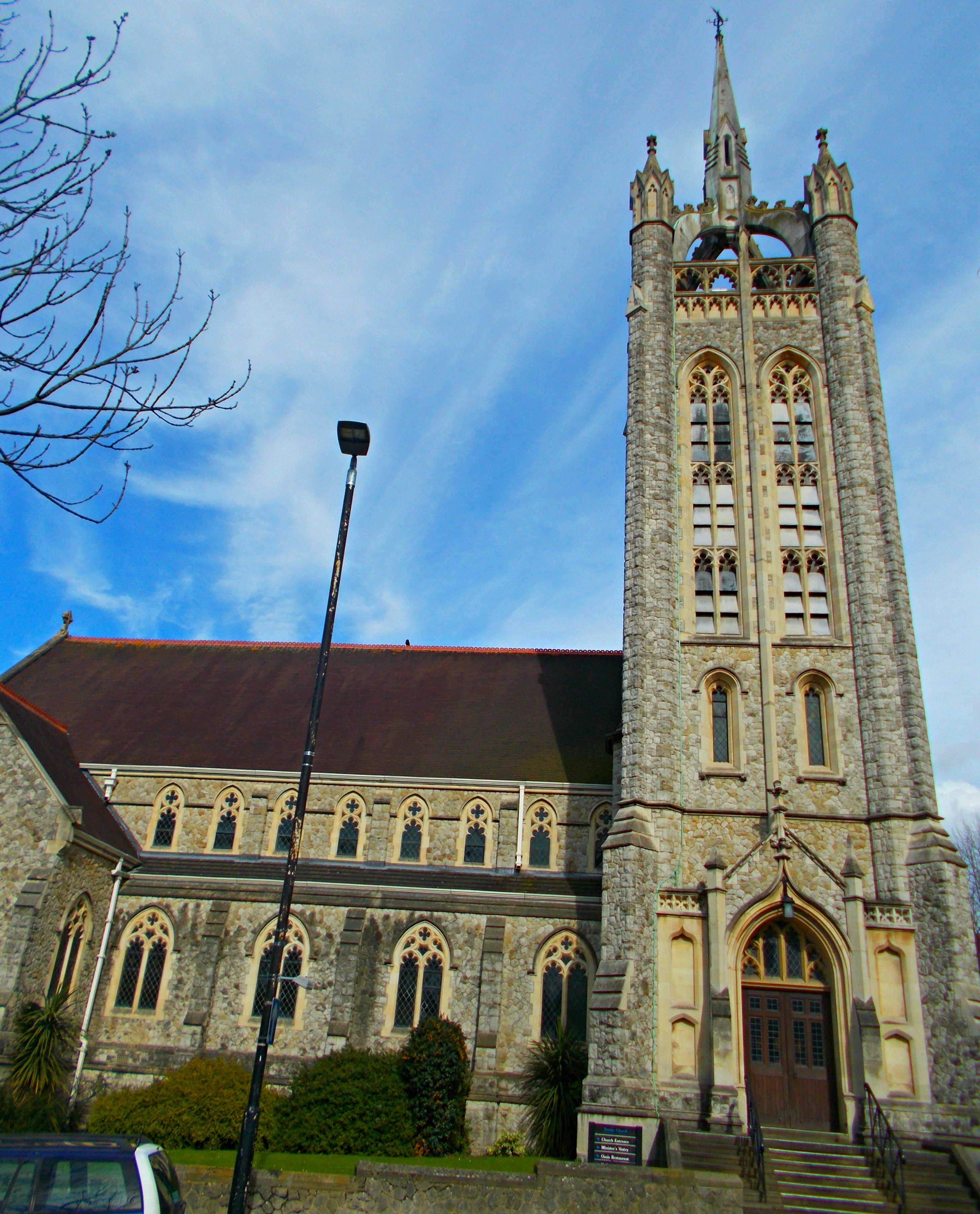
三一教堂

三一教堂（Trinity Church）是英國倫敦薩頓的一座教堂，也是II級登錄建築。三一教堂修建於1907年，建築外觀屬於哥特復興式建築，教堂的設計者是Gordon and Gunton。三一教堂是薩頓的地標之一。教堂正式開放於1907年10月2日。